# Chi Dương đầu
Chi Dương đầu (danh pháp khoa học: Olax) là một chi thực vật thuộc họ Olacaceae.

## Các loài
Chi này có khoảng 40 loài. Danh sách dưới đây liệt kê một số loài.
- Olax austrosinensis
- Olax aphylla
- Olax dissitiflora
- Olax emirnensis
- Olax evrardii: Dương đầu evrard.
- Olax imbricata Roxb.: Dương đầu kết lợp, cây cat lo, dây mao trật.
- Olax lanceolata
- Olax nana: Dương đầu lùn
- Olax obtusa: Mao trật, dương đầu tà, dây trai noc.
- Olax phyllanthi
- Olax psittacorum (Lam.) Vahl: Dương đầu leo
- Olax scandens
- Olax stricta
- Olax wightiana: Dương đầu wight

## Hình ảnh

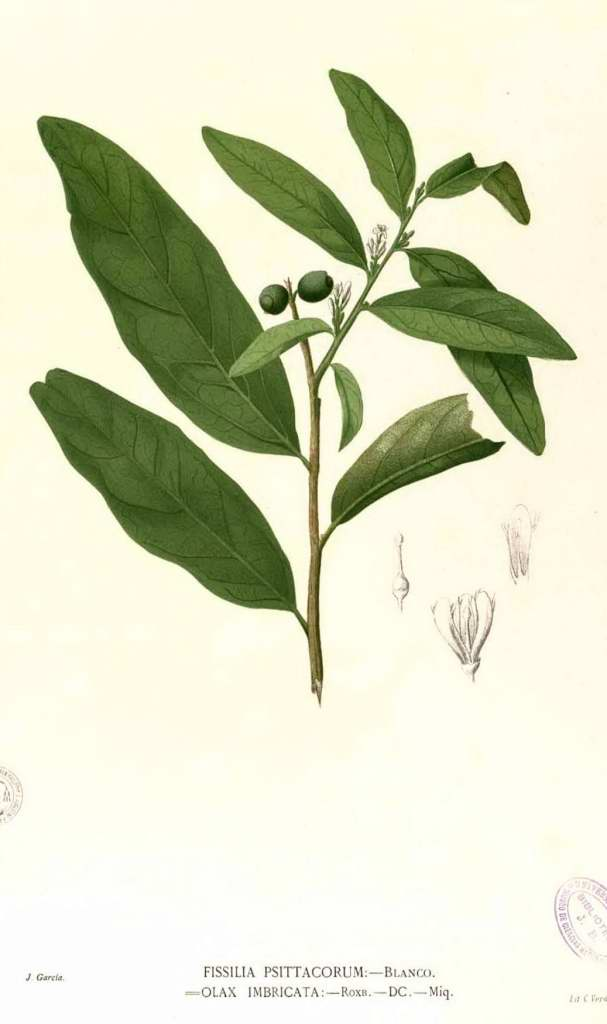
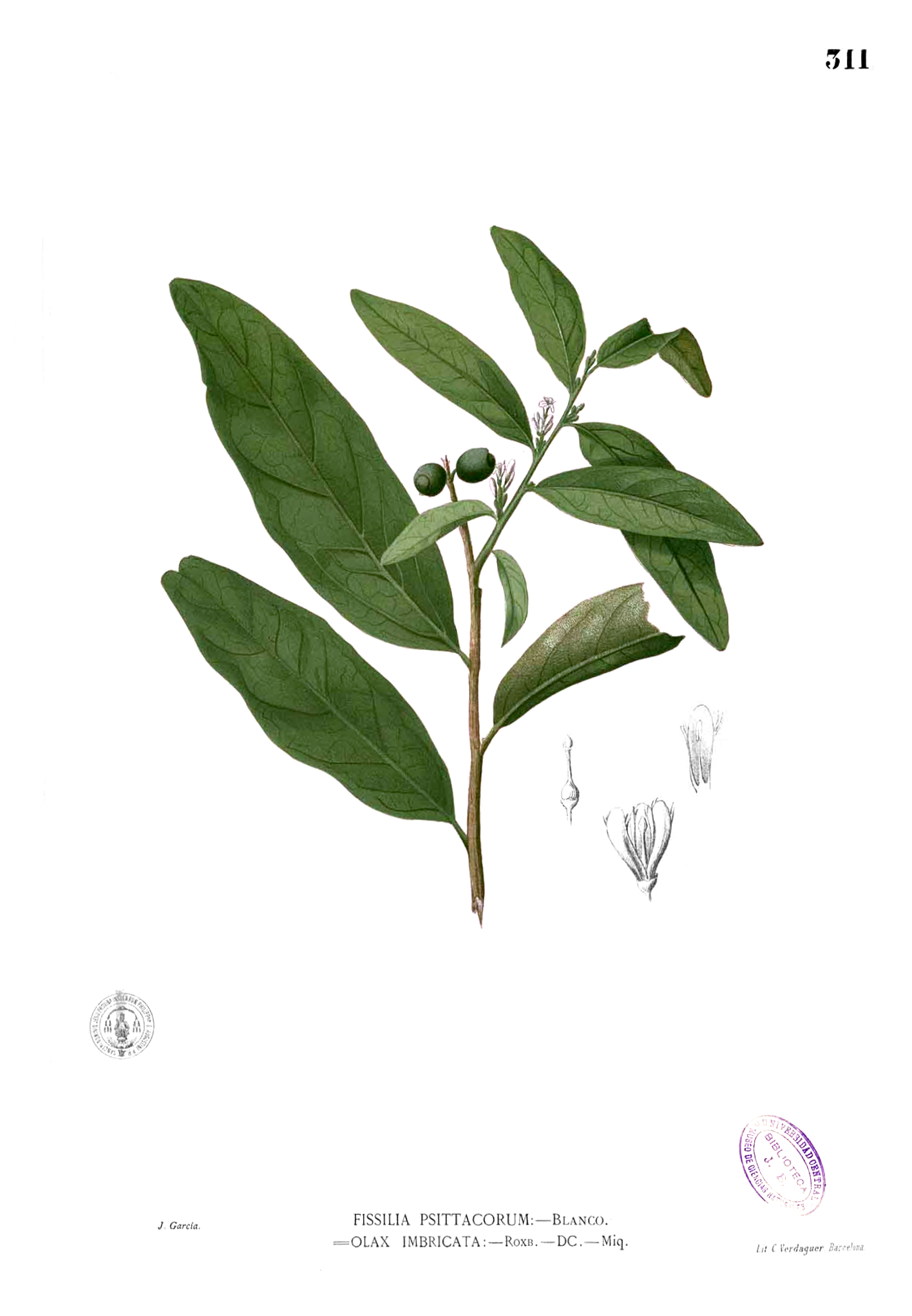
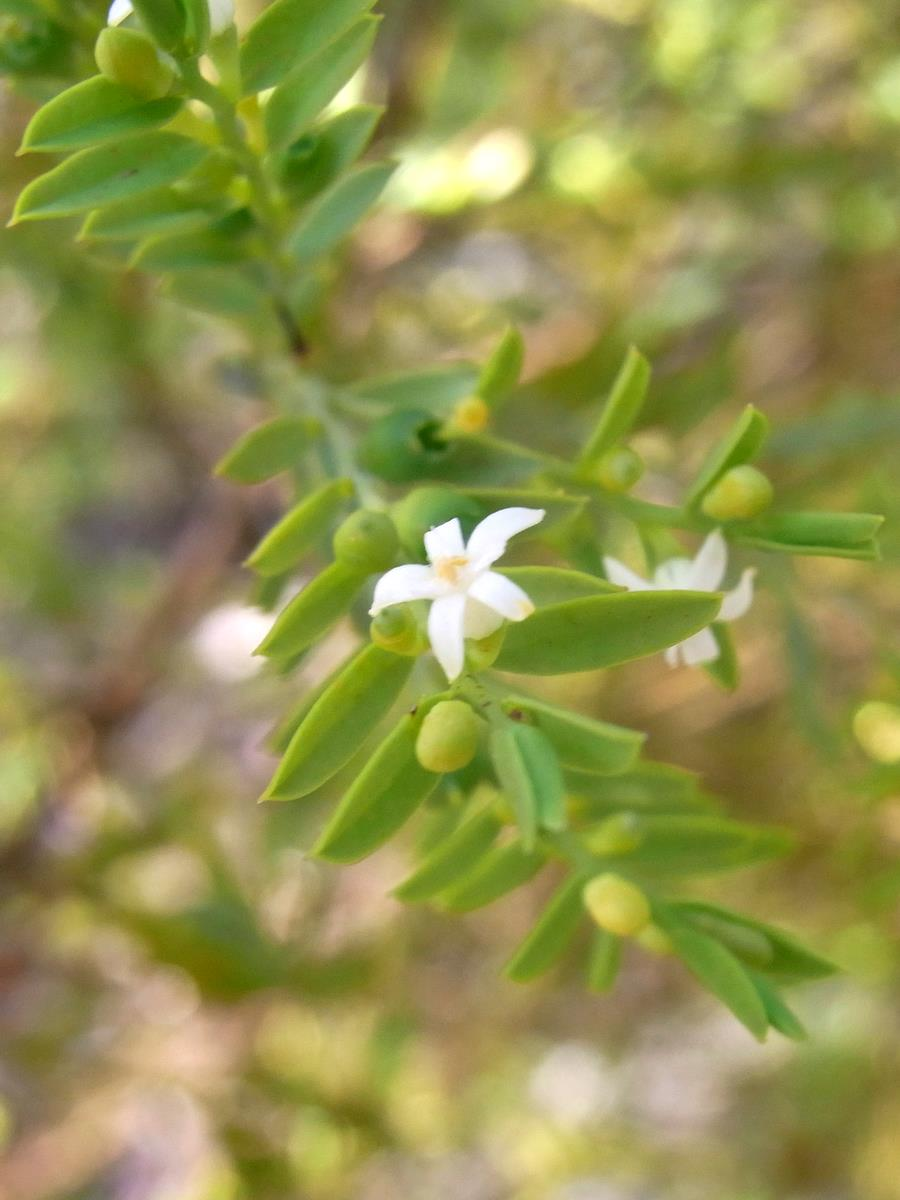